# (21804) Václavneumann
(21804) Václavneumann – planetoida z zewnętrznej części pasa głównego asteroid okrążająca Słońce w ciągu 7 lat i 294 dni w średniej odległości 3,93 j.a. Została odkryta 4 października 1999 roku w obserwatorium astronomicznym w  Ondřejovie przez Lenkę Šarounovą. Nazwa planetoidy pochodzi od Václava Neumanna (1920–1995), głównego dyrygenta Orkiestry Filharmonii Czeskiej w latach 1968–1990. Przed jej nadaniem planetoida nosiła oznaczenie tymczasowe (21804) 1999 TC8.